# Populus dimorpha
Populus dimorpha là một loài thực vật có hoa trong họ Liễu. Loài này được Brandegee miêu tả khoa học đầu tiên năm 1905.